# Hannes Fischer
Hannes Fischer (* 23. Dezember 1925 in Berlin; † 22. Januar 1989 in Dresden) war ein deutscher Schauspieler, Theaterregisseur und Theaterintendant.

## Leben
Fischer erhielt seine Ausbildung 1947 bis 1949 an der Schauspielschule des Deutschen Theaters in Berlin. Bis 1950 arbeitete er am Deutschen Theater als Schauspieler, 1948 auch als Regieassistent.
Von 1950 bis 1953 war er am Mecklenburgischen Staatstheater Schwerin tätig, zunächst als Schauspieler, später als Oberspielleiter und stellvertretender Intendant. Als Schauspieler, Regisseur und zuletzt Schauspieldirektor wirkte er von 1953 bis 1962 am Staatstheater Dresden.
Zu seinen Inszenierungen zählen Der kaukasische Kreidekreis (1953), Bernarda Albas Haus (1954), Goethes Faust (1955, beide Teile), Wallenstein (1955), Leben des Galilei (1957) sowie Troilus und Cressida (1962).
Von 1962 bis 1972 arbeitete er als Schauspieler und Regisseur an der Volksbühne Berlin und am Deutschen Theater. Wichtige Inszenierungen dieser Zeit waren die DDR-Erstaufführung von Nikolai Pogodins Mein Freund (1962, Volksbühne), die Uraufführung von Alfred Matusches Die Dorfstraße (1966, Deutsches Theater) und Herr Puntila und sein Knecht Matti  (1970, Santiago de Chile).
Als Schauspieler verkörperte er unter anderem Schweizerkas in Mutter Courage und ihre Kinder (1949, Regie: Bertolt Brecht), Pierpont Mauler in Die heilige Johanna der Schlachthöfe (1961, Dresden, eigene Regie), Pierre Besuchow in Krieg und Frieden (1958, Dresden) und den Patriarchen in Nathan der Weise (1966, Deutsches Theater).
In Havanna inszenierte er 1972 die amerikanische Erstaufführung von Brechts Die Tage der Kommune, danach wurde er Direktor des Staatsschauspiels Dresden. Hier führte er 1975 Regie bei der Uraufführung von Helmut Baierls Die Lachtaube, als Schauspieler verkörperte er 1976 Kambyses in der Uraufführung von Peter Hacks’  Prexaspes.
Hannes Fischer starb im Januar 1989 in im Alter von 63 Jahren Dresden. Sein Grab befindet sich auf dem Waldfriedhof Weißer Hirsch am Rande der Dresdner Heide.

## Filmografie
- 1954: Ernst Thälmann – Sohn seiner Klasse
- 1955: Ernst Thälmann – Führer seiner Klasse
- 1957: Betrogen bis zum jüngsten Tag
- 1957: Spielbank-Affäre
- 1958: Das Feuerzeug
- 1959: Verwirrung der Liebe
- 1959: Maria Stuart (Studioaufzeichnung)
- 1959: Bevor der Blitz einschlägt
- 1960: Hochmut kommt vor dem Knall
- 1961: Das Kleid
- 1962: Mord in Gateway
- 1962: Die Jagd nach dem Stiefel
- 1963: Nebel
- 1963: Jetzt und in der Stunde meines Todes
- 1964: Das Lied vom Trompeter
- 1966: Lebende Ware
- 1967: Ein Lord am Alexanderplatz
- 1968: Der Streit um den Sergeanten Grischa (TV)
- 1969: Wie heiratet man einen König?
- 1969: Weiße Wölfe
- 1971: Die Verschworenen (Mehrteiler)
- 1971: Ein Mann, der sterben muss (TV)
- 1971: Der kleine und der große Klaus
- 1973: Aus dem Leben eines Taugenichts
- 1978: Einer muß die Leiche sein
- 1979: Zünd an, es kommt die Feuerwehr
- 1980: Gevatter Tod
- 1980: Meines Vaters Straßenbahn (Fernseh-Zweiteiler)
- 1981: Chirurgus Johann Paul Schroth – Eine Geschichte aus den Anfängen der Charité
- 1983: Martin Luther (Mehrteiler)
- 1983: Der Mann und sein Name
- 1985: Sachsens Glanz und Preußens Gloria (Mehrteiler)

## Theater

### Regie
- 1954: Wsewolod Wischnewski: Das unvergeßliche Jahr 1919 (Staatstheater Dresden)
- 1955: Alfred Matusche: Die Dorfstraße (Deutsches Theater Berlin – Kammerspiele)
- 1955: Federico Garcia Lorca: Bernarda Albas Haus (Deutsches Theater Berlin – Kammerspiele)
- 1955: Friedrich Schiller: Wallenstein (Staatstheater Dresden)
- 1956: Lion Feuchtwanger: Die Witwe Capet (Staatstheater Dresden)
- 1956: Günther Weisenborn: Das verlorene Gesicht (Staatstheater Dresden)
- 1957: Bertolt Brecht: Das Leben des Galilei (Staatstheater Dresden)
- 1957: Hans Lucke: Der Keller (Staatstheater Dresden – Kleines Haus)
- 1960: Alexei Arbusow: Irkutsker Geschichte (Staatstheater Dresden)
- 1961: Bertolt Brecht: Die heilige Johanna der Schlachthöfe (Auch Rolle als Mauler) – Regie: mit Ottofritz Gaillard (Staatstheater Dresden)
- 1962: William Shakespeare: Troilus und Cressida (Staatstheater Dresden)
- 1963: Carl Zuckmayer: Der Hauptmann von Köpenick (Volksbühne Berlin)
- 1968: Friedrich Schiller: Don Carlos (Volksbühne Berlin)
- 1969: William Shakespeare: Troilus und Cressida (Volksbühne Berlin)
- 1978: Heinrich von Kleist: Das Käthchen von Heilbronn (Staatstheater Dresden)

### Schauspieler
- 1960: Lew Tolstoi: Krieg und Frieden – Regie: Ottofritz Gaillard  (Staatstheater Dresden)
- 1962: Oldřich Daněk: Die Heirat des Heiratschwindlers – Regie: Horst Drinda (Deutsches Theater Berlin – Kammerspiele)
- 1963: Leo Tolstoi: Krieg und Frieden (Pierre Besuchow) – Regie: Wolfgang Heinz/Hannes Fischer (Volksbühne Berlin)
- 1967: Peter Weiss: Marat (de Sade) – Regie: Fritz Bornemann (Volksbühne Berlin)
- 1967: Nikolai Gogol: Heirat (Spiegelei) – Regie: Hans-Diether Meves (Deutsches Theater Berlin – Kammerspiele)